# Obnova, Plevna
Obnova (în bulgară Обнова) este un sat în comuna Levski, regiunea Plevna,  Bulgaria. 

## Demografie
Componența etnică a satului Obnova
     Bulgari (76,18%)
     Turci (6,63%)
     Romi (1,2%)
     Nicio identificare (15,97%)
La recensământul din 2011, populația satului Obnova era de 1.990 locuitori. Din punct de vedere etnic, majoritatea locuitorilor (76,18%) erau bulgari, existând și minorități de turci (6,63%) și romi (1,2%). Pentru 15,97% din locuitori nu este cunoscută apartenența etnică.